# O Ilustrado

O Ilustrado foi uma revista publicada em Lourenço Marques entre 1933 e 1934 cuja edição foi levada a cabo pela Empresa Tipográfica de Lourenço Marques, tendo como diretor Sobral de Campos